# 埃爾斯特星
小行星3936（3936 Elst）是一颗绕太阳运转的小行星，为主小行星带小行星。该小行星于1977年10月16日由荷蘭天文學家 Ingrid 和 Cornelis van Houten夫婦採用荷蘭裔美國天文學家湯姆·赫雷爾斯在帕洛瑪山天文台拍攝的照片发现。
該小行星以比利時天文學家艾瑞克·懷特·埃爾斯特命名。

## 轨道参数
小行星3936的轨道半长轴为2.4280944 UA，离心率为0.128。